# Föreningen för Västgötalitteratur
Föreningen för Västgötalitteratur är en ideell förening för främjande av litteratur med anknytning till Västergötland.
Föreningen bildades 1962. Ordförande 1989-2024 var prosten Johnny Hagberg.